# Confesiune (album)
Confesiune este al patrulea album solo al interpretului Smiley, lansat la 10 decembrie 2017, la casa de discuri Cat Music / HaHaHa Production.
Albumul are 13 piese, inclusiv cele 10 piese lansate în cadrul campaniei #Smiley10, în cadrul căreia artistul a lansat 10 piese pe parcursul a 10 luni, cu ocazia aniversării a 10 ani de carieră solo.

## Ordinea pieselor
| Nr.             | Titlu                                         | Lungime |  |
| 1.              | „De Unde VII la Ora Asta?”                    | 3:36    |  |
| 2.              | „Flori de Plastic”                            | 3:27    |  |
| 3.              | „Îndrăgostit (Deși N-am Vrut)”                | 3:49    |  |
| 4.              | „Domnu' Smiley”                               | 3:57    |  |
| 5.              | „Rara” (Feat. Juno)                           | 3:21    |  |
| 6.              | „O Altă Ea”                                   | 3:25    |  |
| 7.              | „Insomnii”                                    | 3:35    |  |
| 8.              | „Să-mi Fie Vară”                              | 3:18    |  |
| 9.              | „Ce Mă Fac Cu Tine De Azi?” (Feat. Guess Who) | 3:36    |  |
| 10.             | „Pierdut Printre Femei”                       | 3:42    |  |
| 11.             | „Vals”                                        | 3:44    |  |
| 12.             | „O Poveste”                                   | 3:37    |  |
| 13.             | „Confesiune”                                  | 3:35    |  |
| Lungime totală: | Lungime totală:                               | 44:02   |  |